# مرفق التنسيق الأوروبي لرصد الفضاء
مرفق التنسيق الأوروبي لرصد الفضاء (بالإنجليزية: Space Telescope European Coordinating Facility)‏ (ST-ECF) كانت مؤسسة قدمت عددًا من الدعم والملاحظات الفلكيَّة التي أخذتها من مرصد هابل الفضائي للمراقبين الأوروبيين. أُنشئت هذه المؤسسة من قِبل وكالة الفضاء الأوروبية والمرصد الأوروبي الجنوبي، كان مقرها في غارشينغ باي مونشن بألمانيا. توقفت هذه المؤسسة في 31 ديسمبر من عام 2010.